# Rörmyran, Grankulltången
Rörmyran, Grankulltången este o arie protejată (arie specială de conservare — SAC, sit de importanță comunitară — SCI) din Suedia întinsă pe o suprafață de 7,8 ha, integral pe uscat.

## Localizare
Centrul sitului Rörmyran, Grankulltången este situat la coordonatele 64°43′33″N 16°26′08″E / 64.7258°N 16.4356°E.

## Înființare
Situl Rörmyran, Grankulltången a fost declarat sit de importanță comunitară în decembrie 1998 pentru a proteja 1 specie de animale. Situl a fost protejat și ca arie specială de conservare în martie 2011.

## Biodiversitate
Situată în ecoregiunea boreală, aria protejată conține 1 habitat natural: Mlaștini alcaline.
La baza desemnării sitului se află o specie protejată de  nevertebrate: Vertigo geyeri.